# Geninha da Rosa Borges
Maria Eugênia Franco de Sá da Rosa Borges, más conocida como Geninha da Rosa Borges (Recife, 21 de junio de 1922 - Recife, 23 de junio de 2022) fue una actriz brasileña. Era licenciada en Pedagogía y Literatura Anglogermánica por la Facultad de Filosofía de Recife. Actuó en 63 obras de teatro, 10 películas y dirigió veintiún espectáculos.

## Biografía
En 1941, actuó en la representación teatral benéfica Noite de Estrelas. Poco después debutó en la obra Primerose, de Robert de Flers y Gaston de Caillavet, dirigida por Valdemar de Oliveira. En 1944, ya en el Teatro de Amadores de Pernambuco (TAP), con la participación del director polaco Zigmunt Turkow, participó en la puesta en escena de A Comédia do Coração, de Paulo Gonçalves.
En el grupo TAP, tuvo la oportunidad de ser dirigida por reconocidos artistas nacionales y extranjeros como Zbigniew Ziembinski, Graça Melo, Flamínio Bollini Cerri, Bibi Ferreira, Luís de Lima, entre otros.
En 1968, fue designada por el Ministerio de Educación y Cultura (MEC) para coordinar el equipo del Sistema Nacional de Enseñanza de la TV y la Radio e iniciar un programa pionero en Pernambuco de clases de teatro para la radio.
Tenía poca experiencia en el cine, habiendo participado en la primera película sonora pernambucana: O Coelho Sai, de Firmo Neto (1939). En 1983, fue invitada por Tizuka Yamazaki para realizar la película Parahyba Mulher Macho. En 1997 fue invitada por Paulo Caldas y Lírio Ferreira para actuar en la película Baile Perfumado.
Su primera aparición en televisión fue en 2004, en la telenovela Da Cor do Pecado, de João Emanuel Carneiro, producida por TV Globo. Luego volvió a trabajar con el autor en la telenovela A Favorita, interpretando el papel de Angelina, madre del cínico Silveirinha (Ary Fontoura).
En 2002, cuando cumplió 80 años, hizo una temporada en Río de Janeiro, en la Casa de Cultura Laura Alvim, con el espectáculo 2 en 1, en el que pone en escena y firma Solilóquios de Yerma, una adaptación abreviada de Yerma, de Federico García Lorca, y O Marido Domado, obra creada especialmente para ella por Ariano Suassuna, inspirada en La fierecilla domada, de William Shakespeare.
También a los 80 años fue homenajeada con la obra Geninha, 80 anos? Não acredito, de Fernando de Oliveira.
Recibió varias veces los premios como "Mejor Actriz" y "Mejor Director", y es conocida como la "Gran Dama del Teatro de Pernambuco".
Ocupó la Cátedra 33 de la Academia de Letras y Artes del Nordeste.
La actriz y directora falleció en su casa por causas naturales, en la Zona Norte de Recife, y dejó cuatro hijos y un apreciado e impagable legado para las artes.

## Carrera

### Cine
| Año  | Título                                      | Papel                | Notas        |
| ---- | ------------------------------------------- | -------------------- | ------------ |
| 1999 | Conceição                                   | Señora vieja         | Cortometraje |
| 1998 | O Teatro E a Música de Valdemar de Oliveira | Ella misma           | Documental   |
| 1997 | O teatro da menina Geninha                  | Ella misma           | Documental   |
| 1996 | Baile Perfumado                             | Doña Arminda         |              |
| 1983 | Parahyba Mulher Macho                       | Directora de escuela |              |
| 1942 | O Coelho Sai                                |                      | Cortometraje |

### Televisión
| Año  | Título           | Papel         |
| ---- | ---------------- | ------------- |
| 2009 | A Favorita       | Doña Angelina |
| 2004 | Da Cor do Pecado | Doña Nonô     |